# Paternò
Paternò (v sicilském nářečí Patennò) je město na Sicílii. Nachází se na jihozápadním úpatí Etny v metropolitní oblasti Catania a žije zde 48 013 obyvatel. Poblíž se nachází zřícenina starověkého města Hybla Gereatis.
Sousedními obcemi sídla jsou Biancavilla, Catenanuova, Ragalna, Santa Maria di Licodia, Belpasso, Centuripe, Ramacca a Castel di Judica.

## Dějiny
Oblasti dnešního města Paternò byly osídleny již před rokem 3500 př. n. l. Nejstaršími obyvateli byli zřejmě Sikanové, ačkoli se místo nacházelo hlavně na území Sikelů. Tehdejší název města byl Inessa. Moderní název pochází z řeckých slov Paeter Aitnaion, která znamenají "pevnost Etňanů". Přítomnost dalšího města nazývaného Hybla Mayor nebo Galeatis, je doložena severozápadně od dnešního města.
V době řecké a římské éry bylo Paternò město středního významu, a během tří staletí od 14. století př. n. l. došlo ke značnému úbytku obyvatelstva. Během následné arabské nadvlády Sicílie, byl název města Batarnù. Po dobytí Normany ve 40. letech 11. století, bylo přejmenováno na Paternionis a poté započalo období rozkvětu. V této době zde král Fridrich II. Sicilský nechal vytvořit Camera Reginale ("Královninu komoru") jako svatební dar pro svou nastávající manželku Eleonoru z Anjou. Ta potom přecházela jako dědictví na další královny Sicílie. Toto období hojnosti v Paternò trvalo do 15. století, kdy se město stalo lénem, v důsledku čehož postupně ztrácelo na významu.
Město i okolí bylo opakovaně zamořeno malárií, která se šířila z bažin v Katánské nížině. Ty byly později vysušeny a v 60. a 70. letech 20. století došlo k prudkému rozvoji města.